# Gare d'Aregno
La halte d'Aregno-Plage renommée Aregnu selon la toponymie corse est une halte des CFC sur la ligne de Ponte-Leccia à Calvi (voie unique à écartement métrique), située sur le territoire de la commune d'Aregno, dans le département de la Haute-Corse et la Collectivité territoriale de Corse(CTC).

## Situation ferroviaire
Établie à 3 mètres d'altitude, la halte d'Aregno est située au point kilométrique (PK) 105,09 de la ligne de Ponte-Leccia à Calvi, entre les gares de Marine de Davia et d'Algajola.
Réaménagée en 2019, elle est maintenant équipée d'un quai long et mi-haut déplacé côté plage, et d'une rampe d'accès.

## Histoire
Cette halte a été créée en même temps que les "tramways des plages" lors de la remise de la gestion du réseau à la SACFS (Société auxiliaire des Chemins de Fer Secondaires) en 1965. Le village d'Aregno étant situé à 6 km et 210 m d'altitude, elle ne porte ce nom que parce que le territoire de la commune s'étend jusqu'à la mer.

## Service des voyageurs

### Accueil
C'est un point d'arrêt non géré (PANG) à accès libre. Arrêt facultatif : Il faut se signaler au conducteur pour obtenir l'arrêt du train. Les billets sont délivrés à bord. 

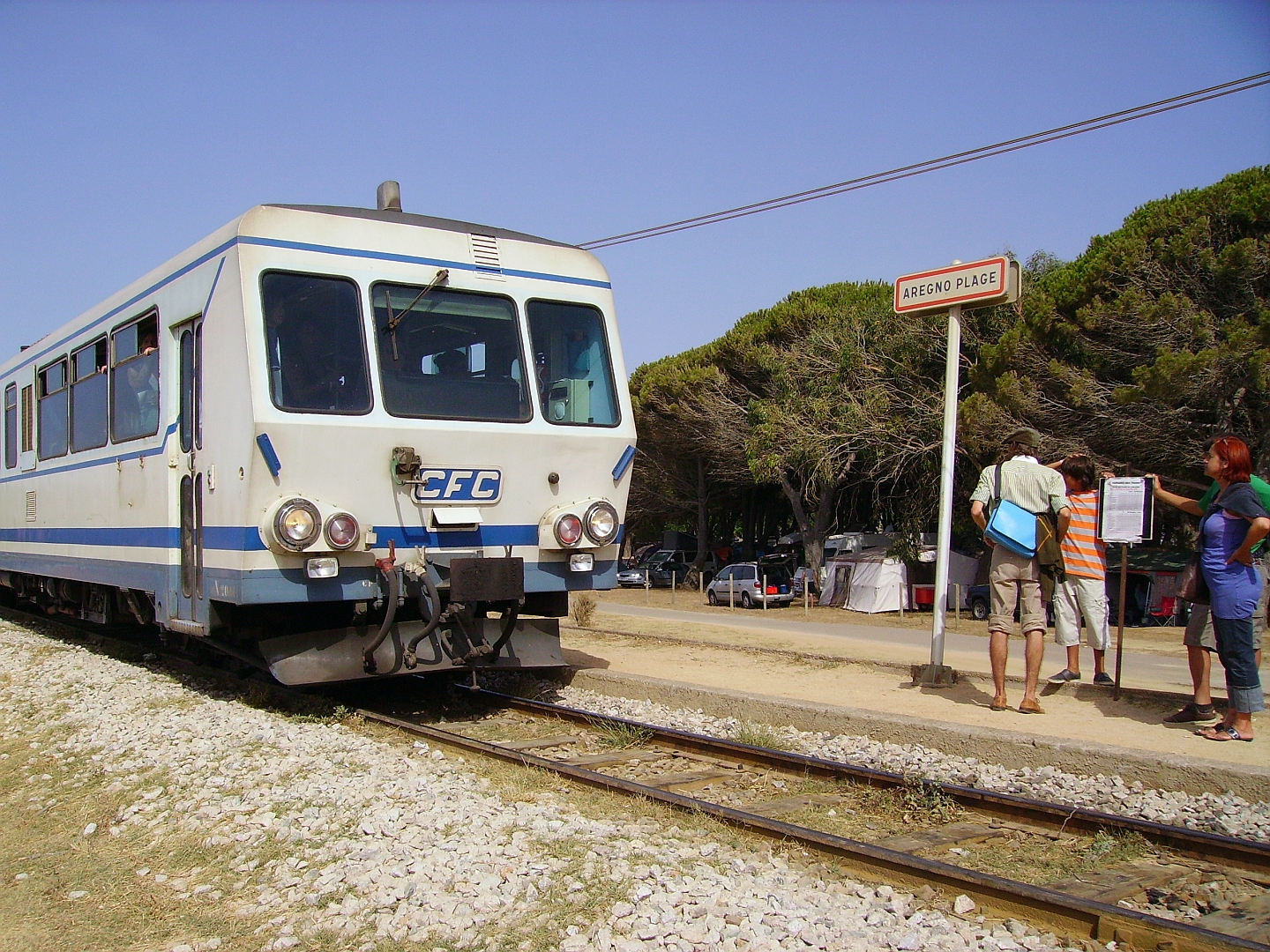
Autorail X 2000 à la halte d'Aregno-Plage en 2009.

### Desserte
Aregno est desservie par des trains des chemins de fer de la Corse (CFC) « grandes lignes » de la relation : Bastia, ou Ponte-Leccia, - Calvi. C'est également un arrêt facultatif des navettes Calvi - Île-Rousse. Les horaires sont différents en saison (juillet-Août) et hors saison (le reste de l'année).